# Colombine (Francia)
Colombine è un comune francese di 601 abitanti situato nel dipartimento dell'Alta Saona nella regione della Borgogna-Franca Contea. È stato istituito il 1° gennaio 2025 dalla fusione dei precedenti comuni di Choye e Villefrancon.